# Malling
Malling là một xã trong vùng hành chính Lothringen, thuộc tỉnh Moselle, quận Thionville-Est, tổng Sierck-les-Bains. Tọa độ địa lý của xã là 49° 28' vĩ độ bắc, 06° 17' kinh độ đông. Malling nằm trên độ cao trung bình là 158 mét trên mực nước biển, có điểm thấp nhất là 145 mét và điểm cao nhất là 211 mét. Xã có diện tích 4,42 km², dân số vào thời điểm 1999 là 512 người; mật độ dân số là 115 người/km². Malling nằm khoảng 11 km về phía đông bắc của Thionville cạnh sông Mosel, thuộc Pháp từ năm 1661.

## Thông tin nhân khẩu
| 1962 | 1968 | 1975 | 1982 | 1990 | 1999 |
| ---- | ---- | ---- | ---- | ---- | ---- |
| 475  | 437  | 460  | 471  | 512  | 512  |